# Дефібрилятор

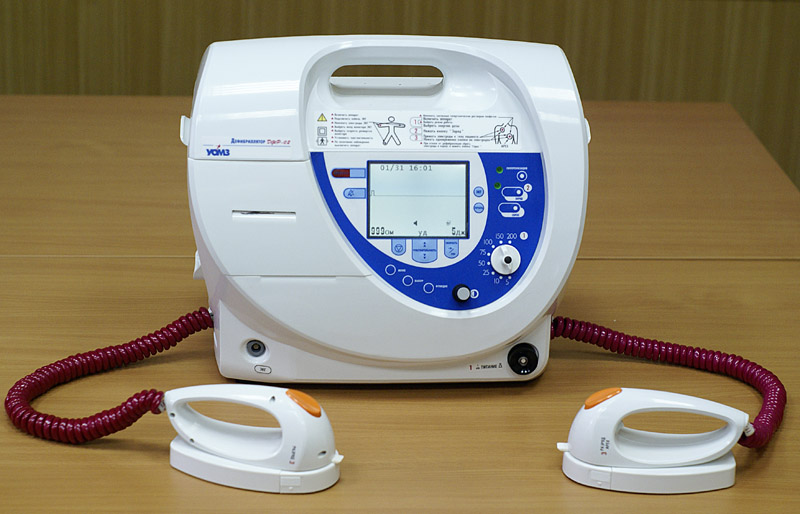

A circuit diagram showing the simplest (non-electronically controlled) defibrillator design, depending on the inductor (damping), producing a Lown, Edmark or Gurvich Waveform

Дефібриля́тор (англ. defibrillator) — прилад, призначений для виявлення аритмії високого ризику або раптової зупинки серця (РЗС) та ліквідації порушення серцевої діяльності (фібриляції) шляхом надсилання до серця електричного імпульсу.
Дефібрилятор — невеликий апарат, призначений для надання екстреної допомоги при аритмії серця високого ризику: фібриляції шлуночків, шлуночкова тахікардія, які найчастіше призводять до зупинки серця. У випадках, коли між життям і смертю всього лише п'ять хвилин, врятувати людину за допомогою цього апарату може будь-хто — не обов'язково лікар, при цьому необхідно пам'ятати про безпеку застосування пристрою дефібрилятора. 
Дефібриляція — ефективний спосіб виведення зі стану фібриляції, який полягає у впливі на серце поодиноким короткочасним (0,01 сек) електричним імпульсом. При нерозкритій грудній клітці використовують напругу від 4000 до 7000 вольт. Сама ж фібриляція серця — стан, при якому окремі групи м'язових волокон серцевого м'яза скорочуються розрізнено і нескоординовано. Серце, як наслідок, втрачає здатність здійснювати узгоджені скорочення, що призводить до неефективної роботи цього органу. Мимовільно зі стану фібриляції серце вийти не може. 

## Типи дефібриляторів
Дефібрилятори можуть застосовуватись по різному в залежності від типу:
- Автоматичні зовнішні дефібрилятори (АЗД) знаходяться в громадських місцях, освітніх закладах та мають автоматичні підказки послідовного порядку дій для їхнього застосування. Непідготовлені люди можуть використовувати такі дефібрилятори для рятування людей, які опинились в стані раптової зупинки серця в екстрених ситуаціях,
- Імплантовані кардіовертер-дефібрилятори (ІКД) — пристрої, які встановлюються в грудну клітину людини хірургічним шляхом і автоматично виявляють порушення серцевого ритму, після виявлення такого порушення надсилають електричний заряд, щоб відновити ритм серця або запустити серце після зупинки. Деякі з них використовуються як кардіостимулятори.
- Натільний кардіовертери-дефібрилятори (НКД) — дефібрилятор-жилет, який одягається на тіло людини під одяг. Датчики кріпляться до тіла, і до поясу кріпиться блок з батареєю, що перезаряджається. Такі апарати застосовуються для короткочасного застосування.[3]
- Мануальний дефібрилятор застосовується виключно медиками. Ручні дефібрилятори мають функції, які не мають АЗД.[4]
- Напівавтоматичні зовнішні дефібрилятори (НАЗД) — пристрої, що пропонують рятувальнику більше контролю ніж АЗД, та вимагають більше дій під час раптової зупинки серця у людини.[5]

## Види
За можливістю переміщати:
- Стаціонарні
- Портативні

За принципом роботи:
- Автоматичні
- Напівавтоматичні
- "Ручні"

За джерелом живлення:
- Мережеві
- Автономні
- Комбіновані

За набором можливостей:
- побутові
- професійні

## Виробники дефібриляторів
- A.M.I. Italia (Італія)
- Defibtech (США)
- Metrax (Німеччина)
- Mindray (Китай)[6]
- Philips (Нідерланди)
- Schiller AG (Німеччина)
- Weinmann (Німеччина)
- Zoll (США)
- ЛЗ РЕМА (Україна)[7]

## Мапа автоматичних дефібриляторів (АЗД) в Україні
В Україні триває процес встановлення суспільні дефібрилятори в громадських місцях, закладах освіти, лікарнях. Мапа АЗД розміщена на сайті екстренної медичної служби.

## Цікаві факти
- На туристичних картах князівства Монако, відмічені суспільні дефібрилятори (АЗД), які розміщені безпосередньо на вулицях та доступні безкоштовно для надання медичної допомоги.

- У місті Києві в метро на кожній з 52 станцій розмістили автоматичні дефібрилятори (АЗД) у пасажирських зонах.[9]
- в Українському католицькому університеті встановили два автоматичні дефібрилятори завдяки фонду Razom for Ukraine та Smart Medical Aid.[10]

### Відео
- Дефібрилятор. Як правильно надати першу медичну допомогу на YouTube 7.00",2019
- Міфи домедичної допомоги. Серцево-легенева реанімація з використанням АЗ дефібрилятора.
- Дефібриляція стаціонарним дефібрилятором. Як це відбувається?